# Hyperphrona trimaculata
Hyperphrona trimaculata är en insektsart som beskrevs av Brunner von Wattenwyl 1878. Hyperphrona trimaculata ingår i släktet Hyperphrona och familjen vårtbitare. Inga underarter finns listade i Catalogue of Life.